# Jason Čulina
Jason Čulina, född 5 augusti 1980 i Melbourne, är en australisk före detta fotbollsspelare som senast spelade för Sydney FC i hemlandet Australien.